# سیرا د لاس میناس
سیرا د لاس میناس (به اسپانیایی: Sierra de las Minas) یک رشته‌کوه در گواتمالا است که در Alta Verapaz, Baja Verapaz, واقع شده‌است. سیرا د لاس میناس ۳٬۰۱۵ متر بالاتر از سطح دریا واقع شده‌است.